# Антоніо Бадзіні
Антоніо Бадзіні (італ. Antonio Bazzini) (Брешія 11 березня 1818 — Мілан 10 лютого 1897) — італійський композитор та скрипаль.

## Біографія
Антоніо Бадзіні народився у Брешії 11 березня 1818 року. Був учнем скрипаля Фаустіно Камізані. 1836 року його слухав Ніколо Паганіні, який спонукав Антоніо почати сольну концертну діяльність в Італії та за кордоном. З цього часу і до 1864 року тривала його тріумфальна європейська кар'єра, що часто приводила скрипаля до головних культурних центрів Німеччини, Данії, Франції, Іспанії та Польщі. За кордоном він зміг поглибити своє знайомство з європейською інструментальною музикою. З 1843 року, протягом чотирьох років, навчався у Лейпцизі, де поглиблено вивчав твори Й. С. Баха та Л. Бетховена.
Повернувшись до Італії, Бадзіні віддався композиції, вкладаючи в неї свій міжнародний досвід та сприяючи стимулюванню відродження інструментальної музики в Італії. З 1873 року викладав композицію у Міланській консерваторії, директором якої став у 1882 році. В ці роки він повністю віддається творчій та викладацькій діяльності (серед його учнів Джакомо Пуччіні, П'єтро Масканьї, Марко Енріко Боссі, Альфредо Каталані та інші), поки поганий стан здоров'я не примусив його припинить її. Помер Антоніо Бадзіні у Мілані 10 лютого 1897 року.

## Музика та впливи
Бадзіні є автором однієї опери «Turanda» (на той самий сюжет, багато років по тому, написали свої твори Ферруччо Бузоні та Джакомо Пуччіні); його композиторська діяльність розгорталася у напрямку симфонічної та камерної музики, інструментальної та вокальної.
Для свого інструменту (скрипки) він створив чотири концерти та численні віртуозні п'єси.
Йому належать 6 струнних квартетів та 2 квінтети.
Звертався композитор також до симфонічно-хорової музики, написавши «Sennacheribbo» (Флоренція 1872), «Воскресіння Христове» (La Resurrezione di Cristo), Псалми 51 та 56.
З юності його надихав Ніколо Паганіні, що позначилося на стилі композитора; пізніше він високо цінував Роберт  Шумана та Фелікс Мендельсона

## Твори
Деякі основні твори Бадзіні
- Туранда (Turanda), опера за п'єсою Карло Ґоцці Турандот (Мілан, Ла Скала, 13 січня 1867)
- Саул (Saul), увертюра за Вітторіо Альф'єрі (1867)
- Танок повітряних духів (фр. La Ronde des lutins, італ. La Ridda dei folletti), фантастичне скерцо для скрипки у супроводі фортепіано op. 25[1]
- Військовий концерт (Concerto militare) для скрипки з оркестром op. 42
- Три п'єси у формі сонати ((Tre morceaux en forme de sonate) для скрипки та фортепіано op. 44
- Соната для скрипки та фортепіано мі мінор op. 55
- Король Лір (Re Lear), увертюра op. 68 (1871)
- Струнний квартет n. 1 до мажор (1864) (отримав першу премію Міланського квартетного товариства)
- Струнний квартет n. 2 ре мінор op. 75
- Струнний квартет n. 3 мі бемоль мажор op. 76
- Франческа да Ріміні (Francesca da Rimini), симфонічна поема мі мінор op. 77 (1879 — другий варіант 1885)
- Струнний квартет n. 4 соль мажор op. 79
- Струнний квартет n. 5 фа мінор op. 80
- Струнний квартет n. 6 фа мажор
- Scherzo variato для скрипки з струнним оркестром на теми з Aufforderung zum Tanz[it] (Запрошення до танцю) Вебера

## Дискографія
Бадзіні ще й досі автор мало відомий, але останнім часом його виконують та записують все частіше.
- Integrale dei sei quartetti per archi (Повний запис шести струнних квартетів), Венеційський струнний квартет[it] (Dynamic CDS 418/1-3)